# Miyajidake-jinja

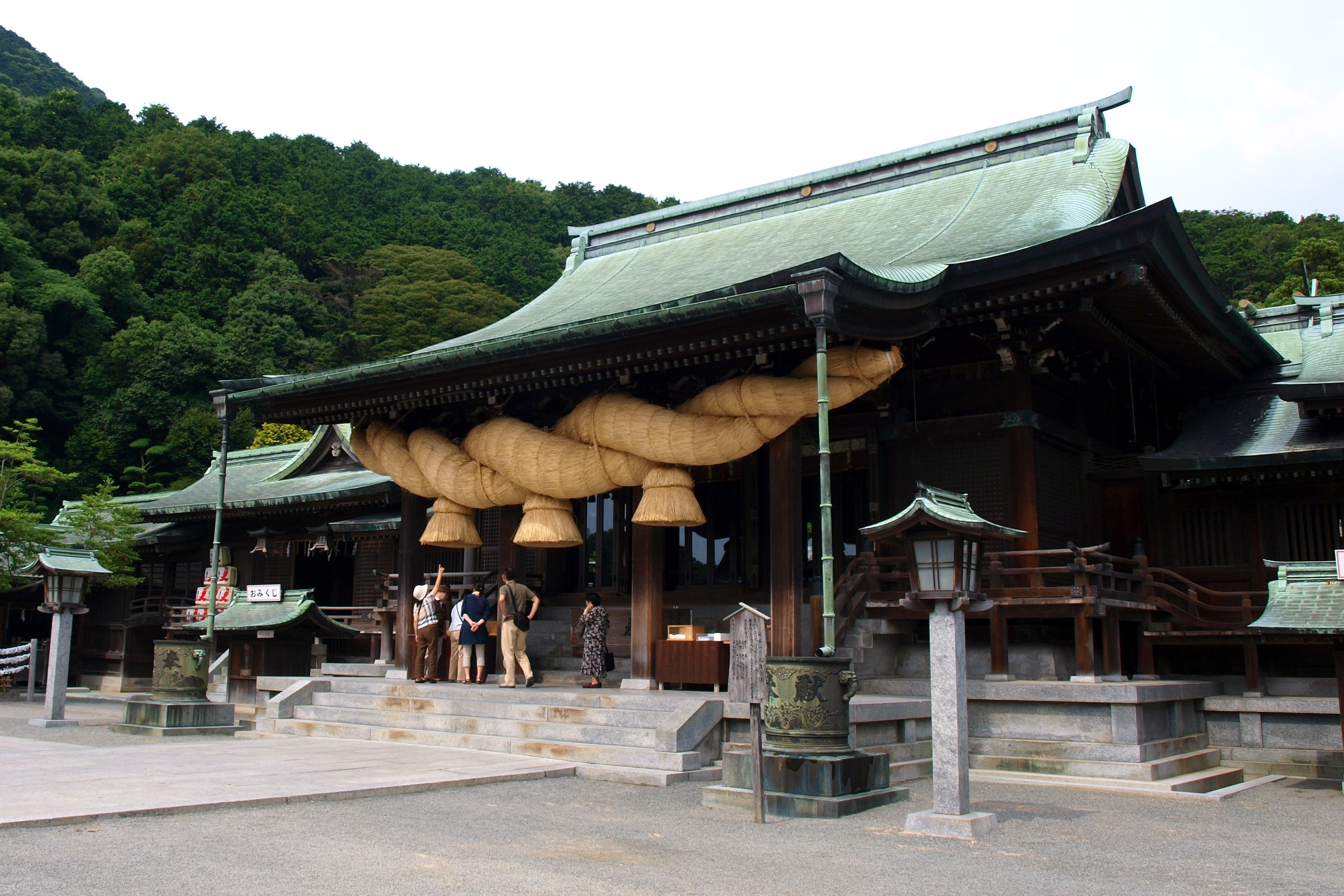
Shimenawa (corde sacrée) et la salle de culte.

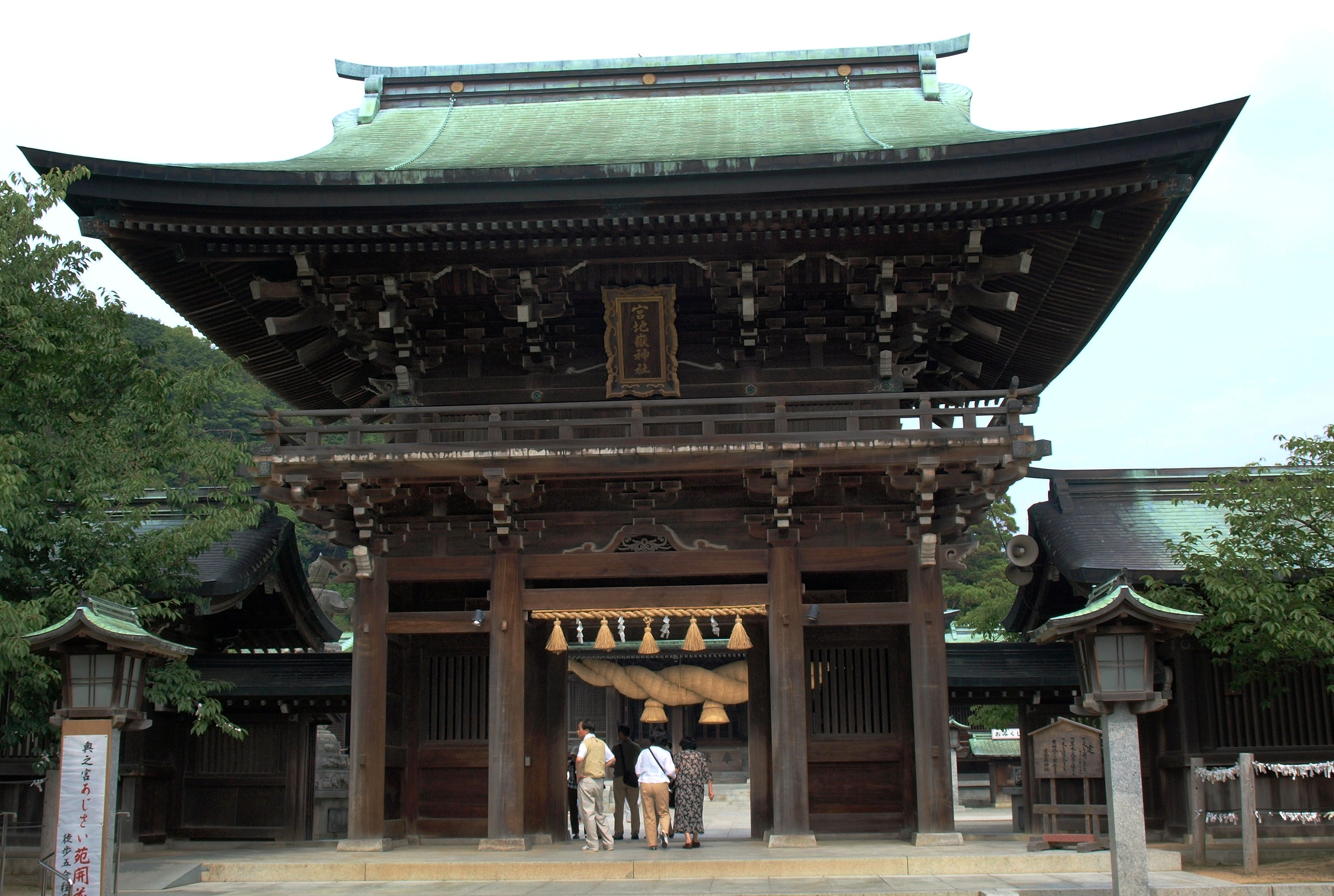
Rōmon à un étage.

Le Miyajidake-jinja (宮地嶽神社) est un temple shintô situé dans la ville de Fukutsu, dans le département de Fukuoka (chef-lieu : Fukuoka), au Japon. Il est dédié à l'impératrice Jingû. Un long escalier droit mène à son entrée marquée par un torii. Quand on se retourne sous le torii, le panorama montre, en contrebas, une longue route droite menant à la mer. À certaines époques de l'année, le soleil se couche exactement dans l'alignement de la route.
Le temple comprend un kofun, aménagé maintenant en chapelle, duquel ont été excavés différents objets précieux inscrits sur l'inventaire japonais des trésors nationaux : des morceaux de selle, des étriers en bronze doré, une couronne, etc. Ces objets sont habituellement exposés au musée national de Kyûshû, à Dazaifu.
Le temple comprend aussi huit petites chapelles le long d'un sentier à flanc de montagne. Il contient aussi plusieurs répliques d'habitations traditionnelles. De fin mai à mi-juin, le temple est fréquenté pour son exposition annuelle d'iris sanguins.